# 南広郡
南広郡（南廣郡、なんこう-ぐん）は、中国にかつて存在した郡。三国時代から南北朝時代にかけて、現在の雲南省昭通市一帯に設置された。

## 概要
蜀漢の延熙年間に南広郡が置かれた。南広郡は南広・臨利・常遷・新興の4県を管轄した。9年後に廃止された。
晋の懐帝のとき、朱提郡が分割されて南広郡が立てられた。南広郡は寧州に属し、郡治は南広県に置かれた。
南朝宋のとき、南広郡は南広・新興・晋昌・常遷の4県を管轄した。
南朝斉のとき、南広郡は南広・常遷・晋昌・新興の4県を管轄した。
南朝梁のとき、南広県に六同郡が置かれた。
583年（開皇3年）、隋が郡制を廃すると、六同郡は廃止されて、戎州に編入された。